# Sant Jaume de Canet de Rosselló

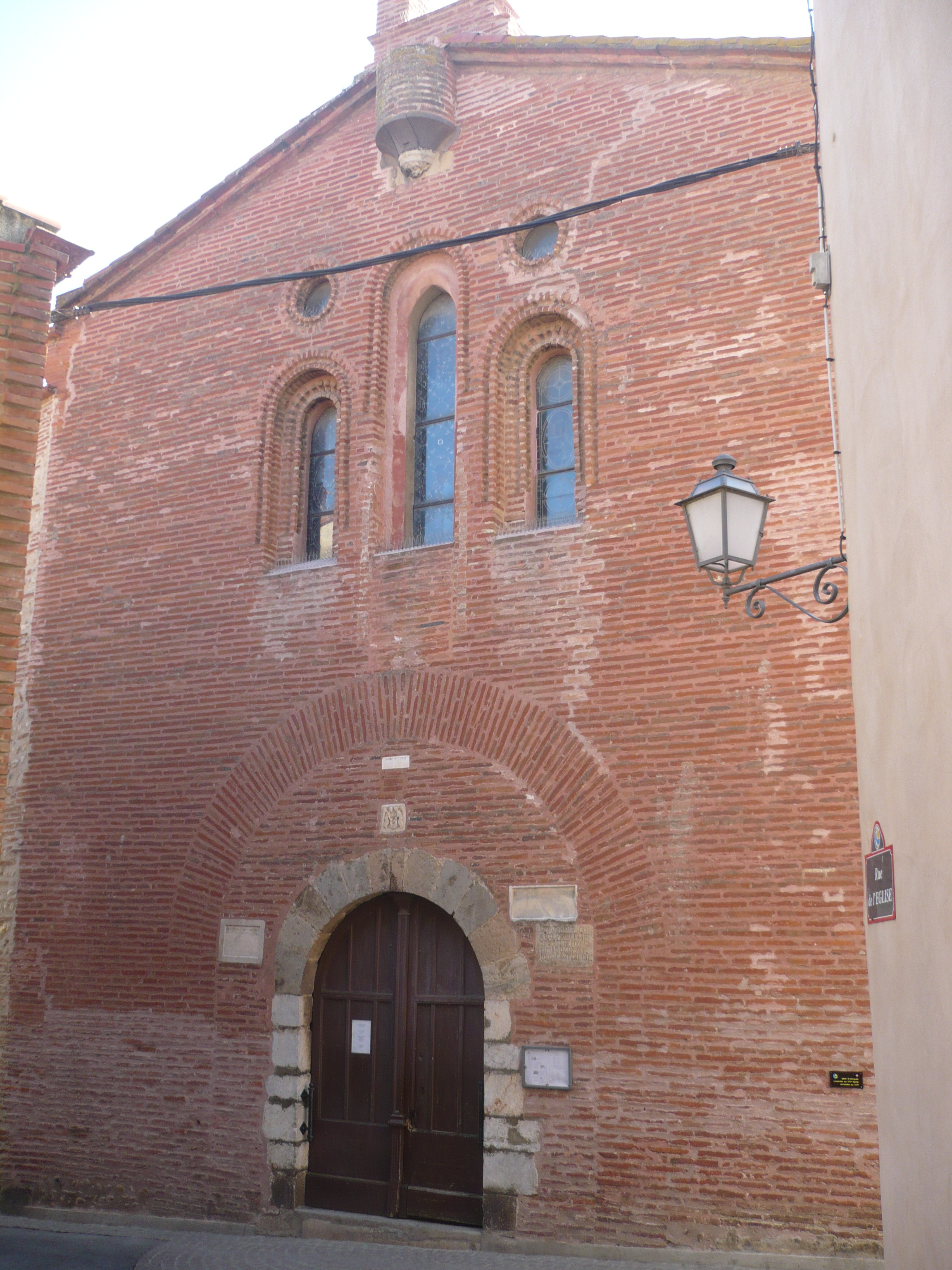
Façana nord de l'església

Sant Jaume de Canet de Rosselló és l'església parroquial de la vila de Canet de Rosselló, a la comarca del Rosselló, a la Catalunya del Nord.

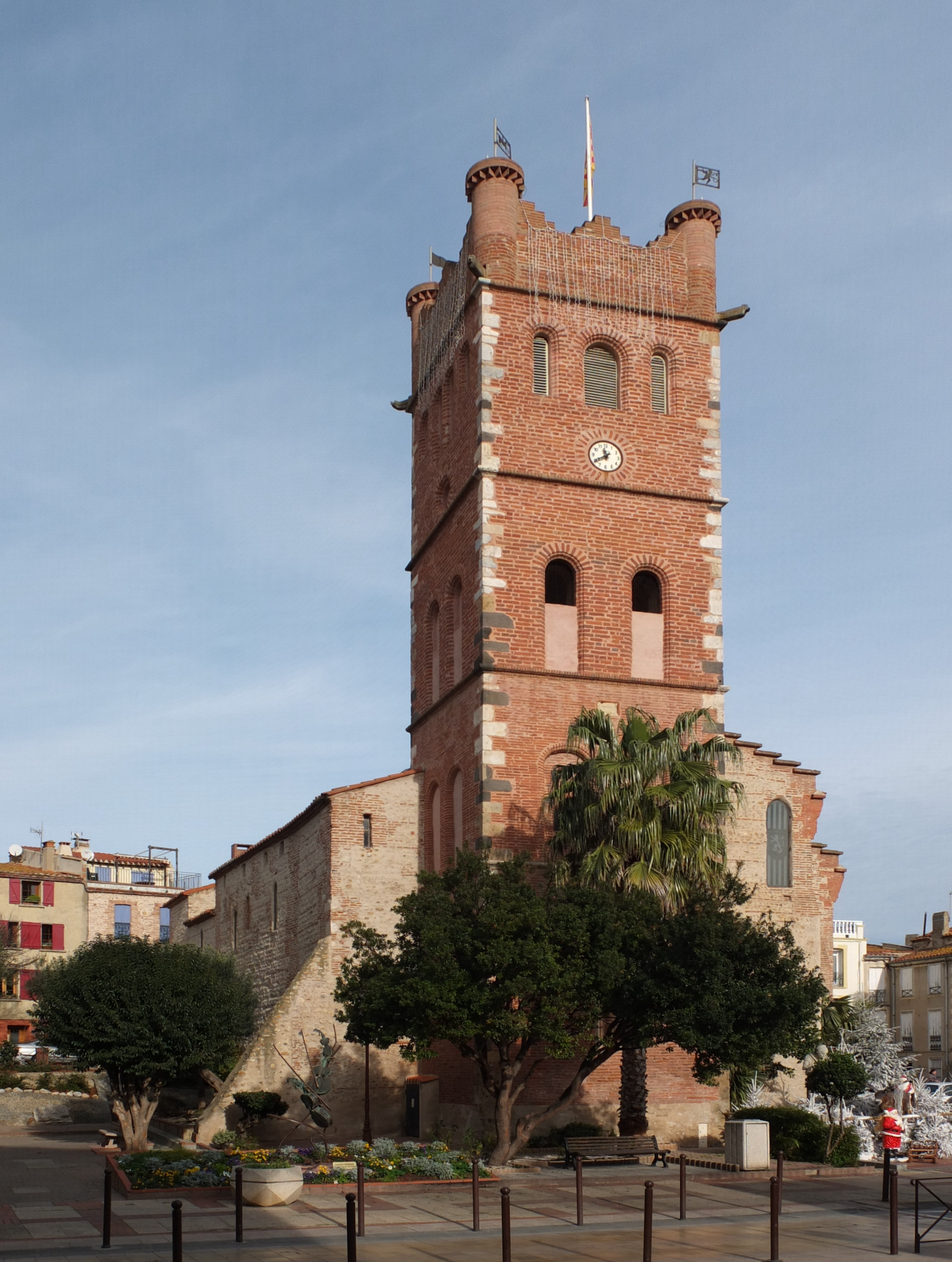
Campanar de Sant Jaume

Està situada al bell cor de la vila de Canet de Rosselló, davant, a l'oest, de la Casa de la Vila. Aquesta església havia estat la capella de l'Hospital de Canet, que havia estat situat al costat, on ara hi ha la plaça.